# Espique

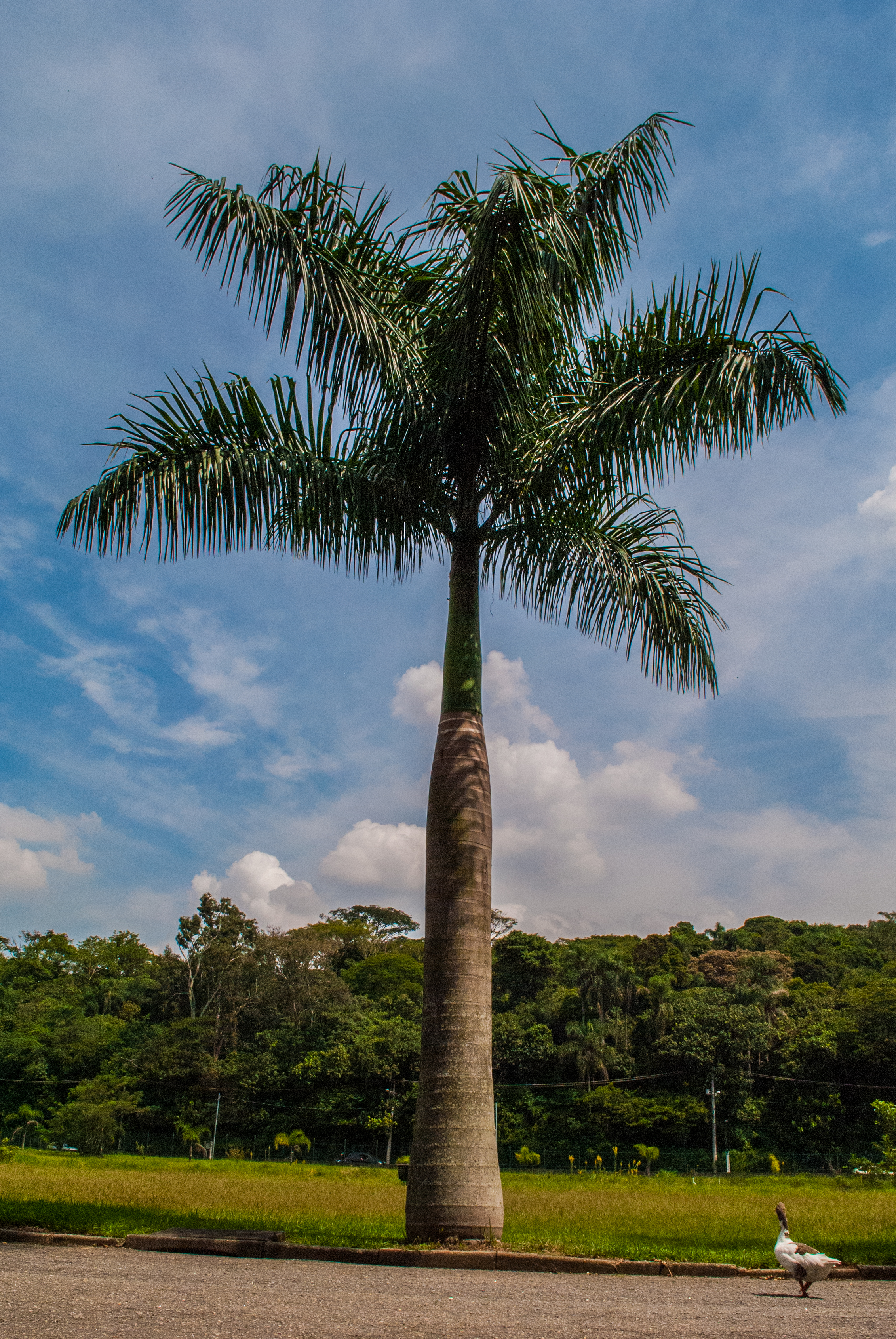
Estipe de uma palmeira-imperial, estrutura típica do caule das monocotiledóneas.

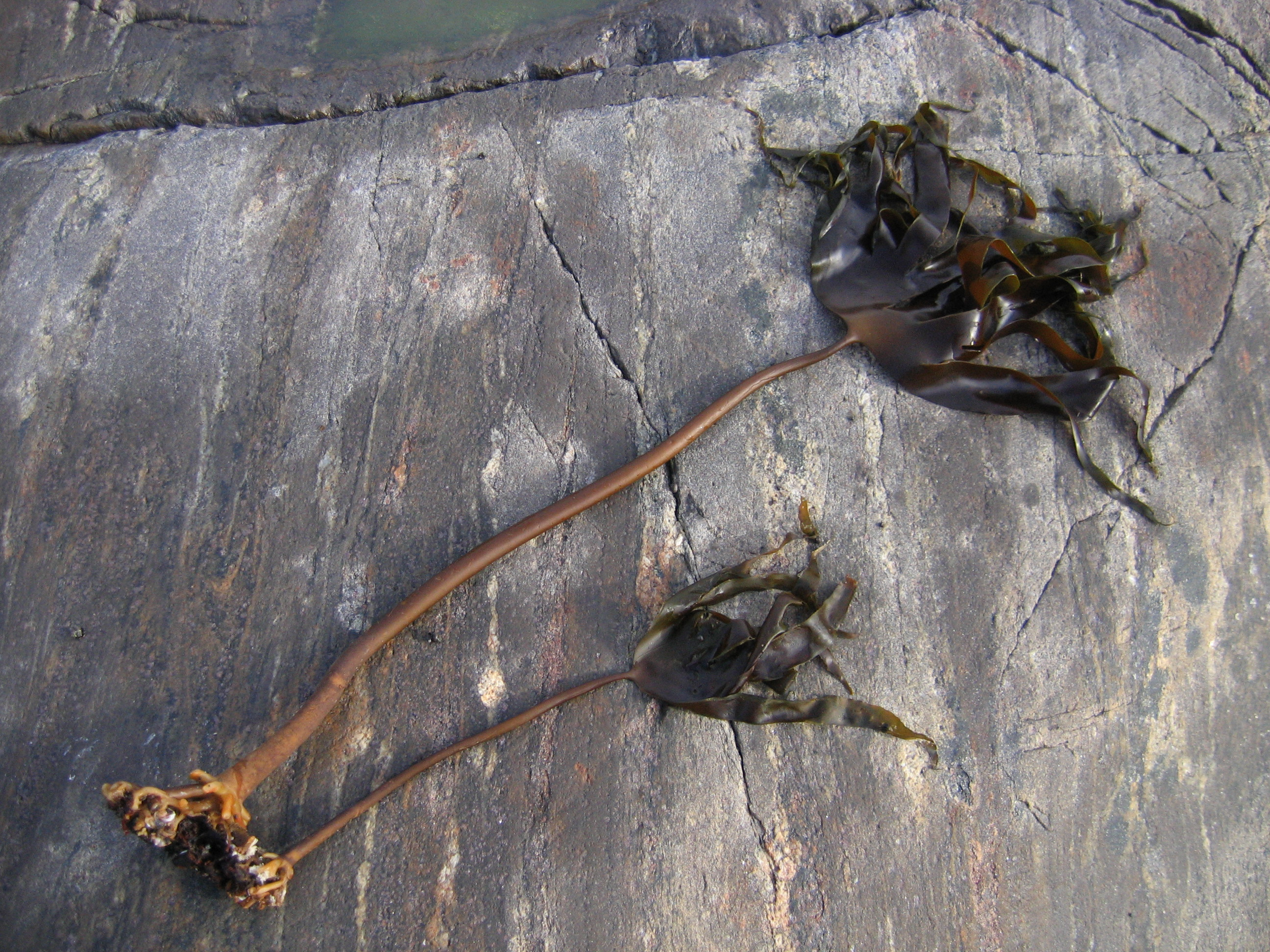
Estipe de uma alga castanha (mostrando o rizoide no seu extremo).

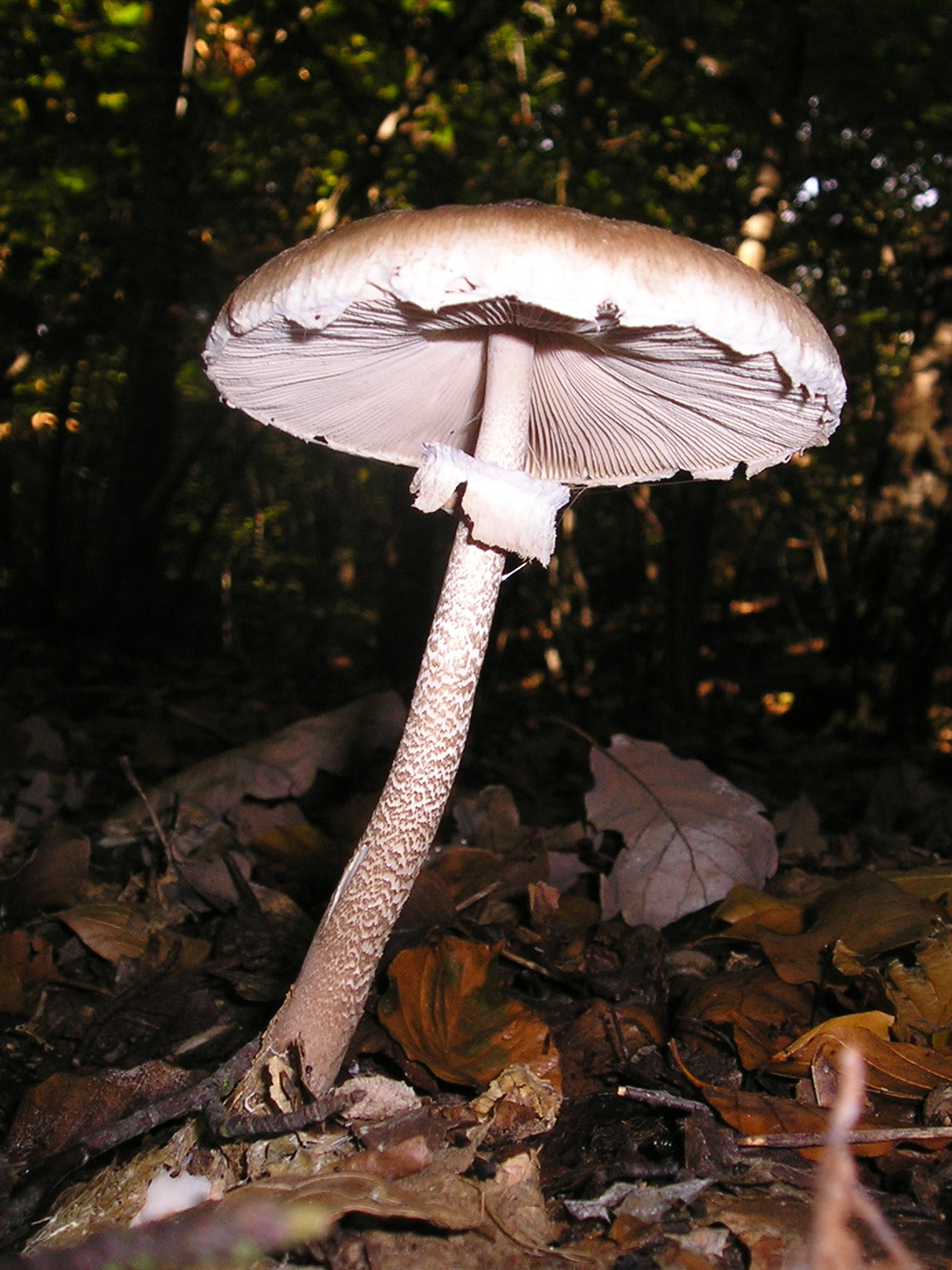
Estipe de um cogumelo (Macrolepiota procera).

Espique, estipe ou estipa (do latim stipes) é o termo que se refere à anatomia utilizado em botânica, ficologia e micologia para designar a estrutura peduncular ou haste (estrutura semelhante ao caule) que suporta uma estrutura anatómica distinta (chapéu e caule), sendo o significado preciso diferente consoante grupo taxonómico a que esteja a ser aplicado o termo.

## Descrição
Embora haja variantes e acepções mais ou menos restritas, o termo tem o seguinte significado:
- Botânica — designa o caule de palmeiras (e outras monocotiledóneas), uma estrutura não dividida, aérea, que termina com uma coroa de folhas na parte superior e em raízes na inferior. Cresce perpendicularmente ao solo e apresenta formato cilíndrico, com espessura maior que a dos colmos, e folhas com somente numa ponta, o que pode ser observado nas palmeiras. O caule da palmeira e do coqueiro é um espique.[1][3][4]  O termo também é frequentemente usado para designar a haste que sustenta flores e frutos (ou nalguns casos o ovário) como, por exemplo, as vagens das leguminosas, assumindo uma configuração específica no caso das orquídeas, nas quais designa a faixa ou tira não viscosa que liga a polínia ao viscídio (a parte viscosa do rostelo ou bico).
- Pteridologia — designa o caule dos fetos arborescentes, caso em que o estipe é apenas o pecíolo da estrutura radicular (raízes) que se prolonga até ao início do tecido foliar da fronde. A continuação da estrutura dentro da lâmina é então denominada ráquis.
- Micologia —  designa a estrutura semelhante ao caule (estrutura cauloide) que suporta o píleo (chapéu) dos fungos agaricales (pé dos cogumelos).
- Ficologia — na anatomia das algas, especialmente das macroalgas, designa-se por estipe a estrutura cauloide encontrada em organismos anteriormente estudados por botânicos, mas que já não são classificados como plantas. Por ser a parte semelhante ao caule das plantas, a designação é dada à parte do talo das algas que tem funções de suporte, sendo a designação particularmente comum na descrição das algas castanhas. O estipe das algas marinhas geralmente contém uma região central de células que, como o floema das plantas vasculares, serve para transportar nutrientes dentro da alga.

## Galeria

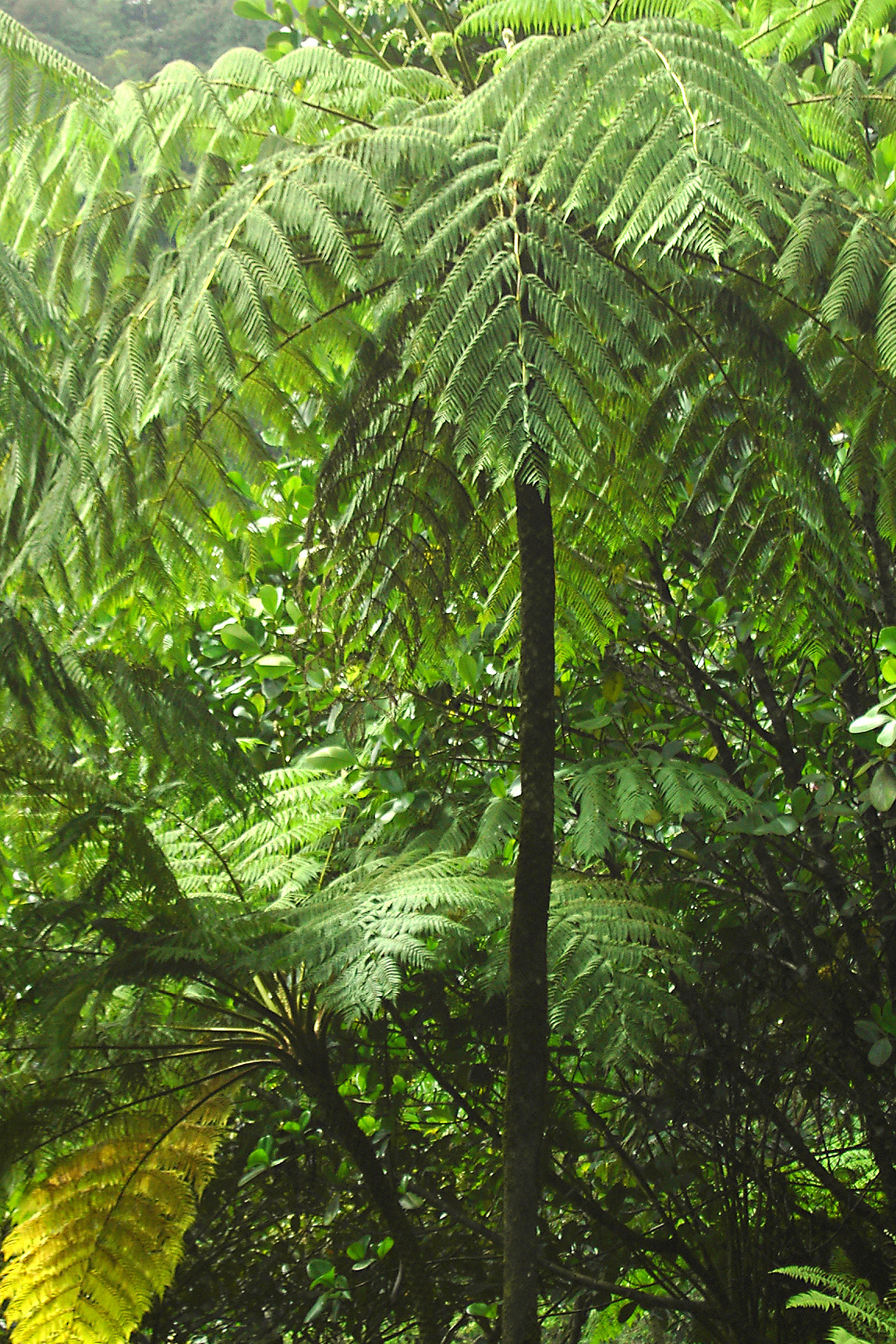
Estipe de um feto arbóreo.
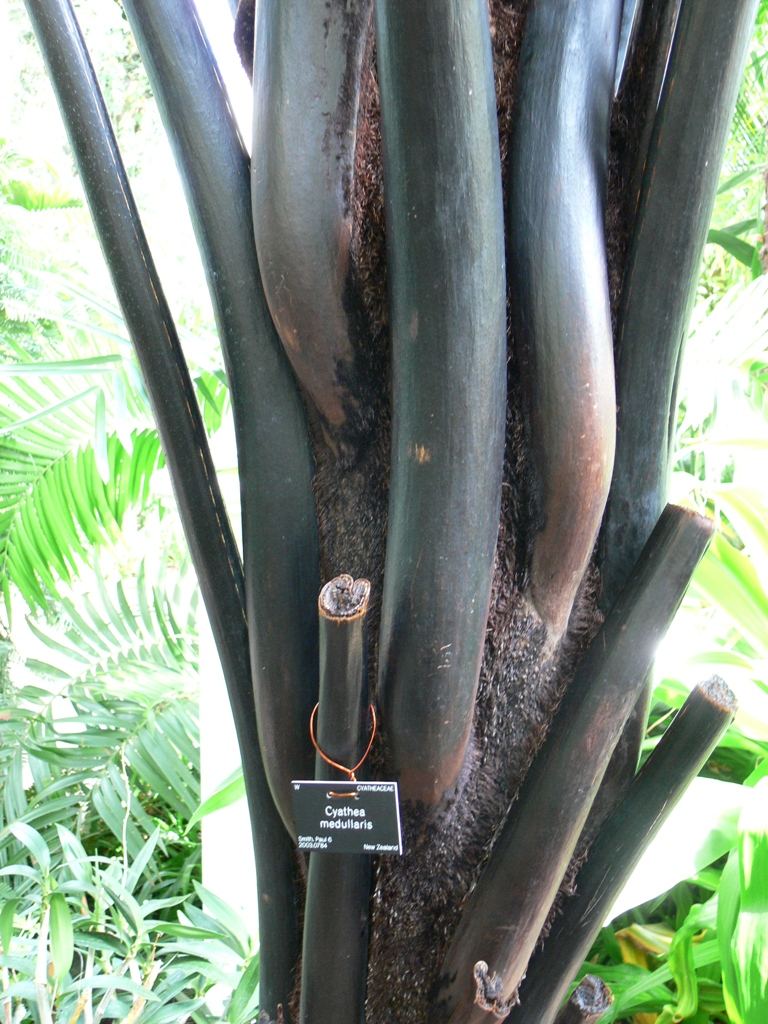
Estipe hexagonal na base de um peteridófito da espécie Cyathea medullaris.
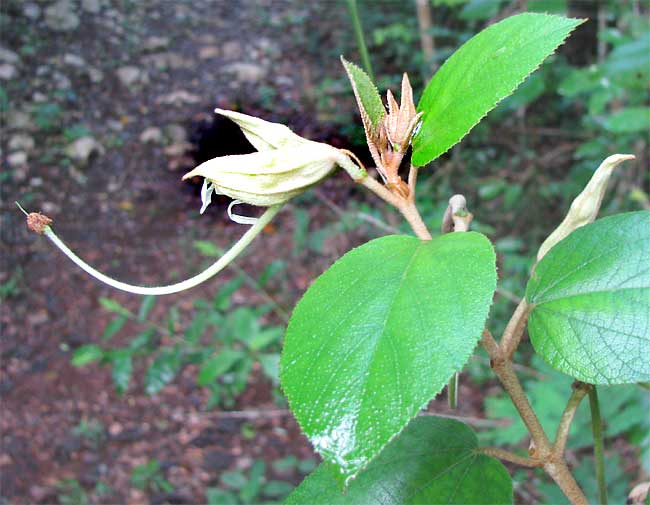
O longo estipe de uma flor de Helicteres.
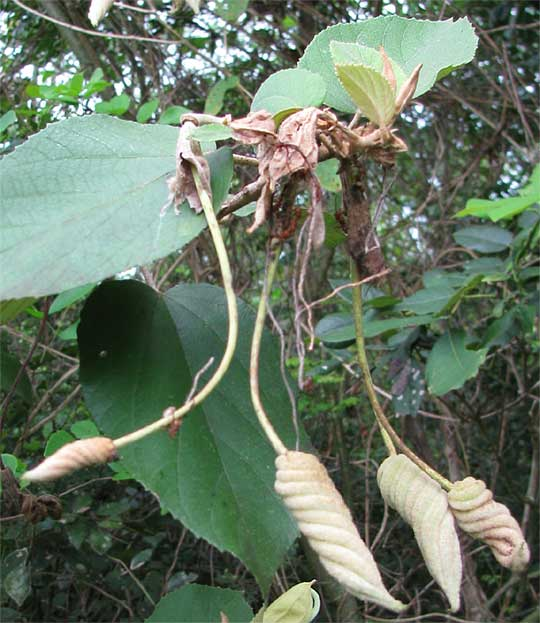
O estipe de Helicteres após a frutificação.
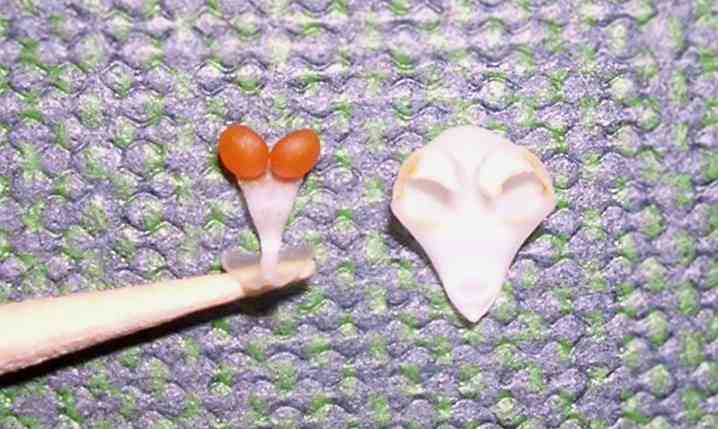
Espique de uma orquídea.